# Żydzi (dramat)
Żydzi – dramat Józefa Korzeniowskiego w czterech aktach. Prapremiera odbyła się we Lwowie 8 grudnia 1843.

## Tematyka
Utwór poddaje surowej krytyce arystokrację za rozpustny tryb życia, egoizm i pychę rodową.

## Treść

### Akt I
Akcja rozgrywa się w okolicach Berdyczowa. Rodzina komornika Staroświęckiego przeżywa dramat: spłonął doszczętnie zarządzany przez Staroświęckiego folwark Byszówka. Oznacza to nie tylko utratę tegorocznego dochodu, ale również konieczność spłacenia szkód. Właścicielem majątku jest hrabia Ponicki – żyjący ponad stan utracjusz. Gdy hrabia dowiaduje się o pożarze od swego chytrego komisarza Pazurkiewicza, decyduje, że trzeba wykorzystać tę sytuację. Obaj z Pazurkiewiczem postanawiają zawyżyć znacznie kwotę szkód i zmusić komornika Staroświęckiego do zapłacenia. Los rodziny Staroświęckich budzi współczucie księżniczki Zofii, młodej i szlachetnej siostrzenicy hrabiego Ponickiego. Jako osoba nieletnia, nie jest jednak ona traktowana poważnie.

### Akt II
Komornik Staroświęcki uczciwie przedstawia swoją sytuację hrabiemu Ponickiemu, licząc również na uczciwe wyznaczenie kwoty spłaty. Hrabia Ponicki traktuje go jednak z pogardą i żąda spłaty kwoty niemal trzykrotnie wyższej niż wartość rzeczywistej szkody mimo protestów księżniczki Zofii, która przypadkowo była świadkiem rozmowy. Zofia jest poruszona sytuacją Staroświęckiego tym bardziej, że darzy odwzajemnionym uczuciem jego syna – Antoniego. Tymczasem rodzina pragnie ją wydać za barona Izajewicza, który jest dość bogaty, by utrzymać status finansowy rodziny.

### Akt III
Komornik Staroświęcki udaje się do prezesa Zadzirnowskiego, u którego ma zdeponowany swój niewielki kapitał. Chce go teraz przedterminowo wypłacić i użyć do spłaty długu u hrabiego Ponickiego, spotyka się jednak z odmową. Jego syn Antoni próbuje tymczasem sprzedać swój rękopis do druku, lecz i on ponosi porażkę. Zofia przeprowadza poważną rozmowę z baronem Izajewiczem: wyznaje mu, że kocha kogo innego. Baron Izajewicz przyjmuje to ze zrozumieniem i decyduje się na wyjazd z kraju.

### Akt IV
Antoni Staroświęcki zwierza się ojcu ze swego uczucia do księżniczki Zofii. Komornik nie jest przychylny temu związkowi ze względu na dobro młodej kobiety (Śmiałeś chcieć zniżyć tę kobietę, przeznaczoną jaśnieć w najpierwszym domu tego kraju i być przykładem dawnych cnót i obyczajów?). Następnie udaje się do kantoru Arona Lewe, aby prosić o pożyczkę. Aron – obecnie zamożny właściciel kantoru, wspomina czasy, gdy sam był pogorzelcem i uzyskał pomoc od Staroświęckiego, choć nie każdy byłby pomógł Żydowi. Udziela więc komornikowi pożyczki na korzystnych warunkach. Antoni Staroświęcki pędzi do domu Ponickich i w pośpiechu spłaca dług. Spotyka tam bladą i zapłakaną księżniczkę Zofię, ktorą komornik już uświadomił o swojej decyzji. Młodzi żegnają się ze sobą z przekonaniem, że więcej się nie spotkają.

## Dzieje sceniczne[1]

### XIX w.
Po sukcesie we Lwowie sztuka była wystawiana także w teatrach: w Krakowie (1844, 1856, 1881, 1896), Warszawie (1844, 1857, 1864, 1881, 1896), Poznaniu (1844 – gościnny występ teatru krakowskiego), Wilnie (1858), Toruniu (1871 – gościnny występ trupy Miłosza Stengla), Łodzi (1884), a także w Teatrze Polskim w Petersburgu pod dyrekcją Józefa Teksla (1882). Dużą popularnością cieszyła się także na prowincji Królestwa Polskiego i Galicji, gdzie prezentowana była przez zespoły teatrów objazdowych, m.in. w: Brodach (1862), Brześciu Litewskim (1858), Busku (1860), Ciechocinku (1873), Czerniowcach (1853), Hrubieszowie (1860), Kielcach (1867, 1869, 1875), Kijowie (1860), Lublinie (1845, 1857, 1860, 1861, 1862, 1864, 1868, 1870, 1871, 1883), Nowym Sączu (1857), Płocku (1867, 1868, 1872, 1873), Piotrkowie (1872, 1880), Radomiu (1857, 1869, 1874), Rzeszowie (1858), Siedlcach (1867), Suwałkach (1866), Włocławku (1873) i Zamościu (1860, 1883) oraz w warszawskich teatrach ogródkowych: "Eldorado" i "Alhambra". W 1880 r. Żydów wystawili uczniowie szkoły dramatycznej Emila Derynga w Warszawie.

### XX w.
Popularność utworu znacznie zmalała w XX w. Był on jednak wystawiony w teatrze lwowskim (1911) za dyrekcji Ludwika Hellera.